# Парк Лесотехнической академии
Парк Лесотехнической академии — парк в Выборгском районе Санкт-Петербурга.
Ограничен улицей Карбышева, Новороссийской улицей, Новосильцевским переулком, Большим Сампсониевским проспектом, Институтским переулком, Лесным проспектом и линией Ланская — Кушелевка Октябрьской железной дороги.
Ботанический сад парка Лесотехнической академии вместе с участком ботанического сада является особо охраняемой природной территорией федерального значения.

## История
В начале XIX века на месте современного парка Лесотехнической академии была расположена образцовая сельскохозяйственная ферма англичанина А. Девидсона. Она была конфискована государством за неуплату им долгов по кредиту. В 1811 году на этой территории разместился Лесной институт, переехавший из Царского Села.
Вокруг корпуса учебного заведения и был образован парк.
Он был основан как учебная база для института, здесь произрастало большое количество древесных пород.
В 1943 году в парке был сооружён командный пункт «Невa».
Несколько прудов в парке образованы в воронках снарядов, оставшихся после войны.

## Фотогалерея

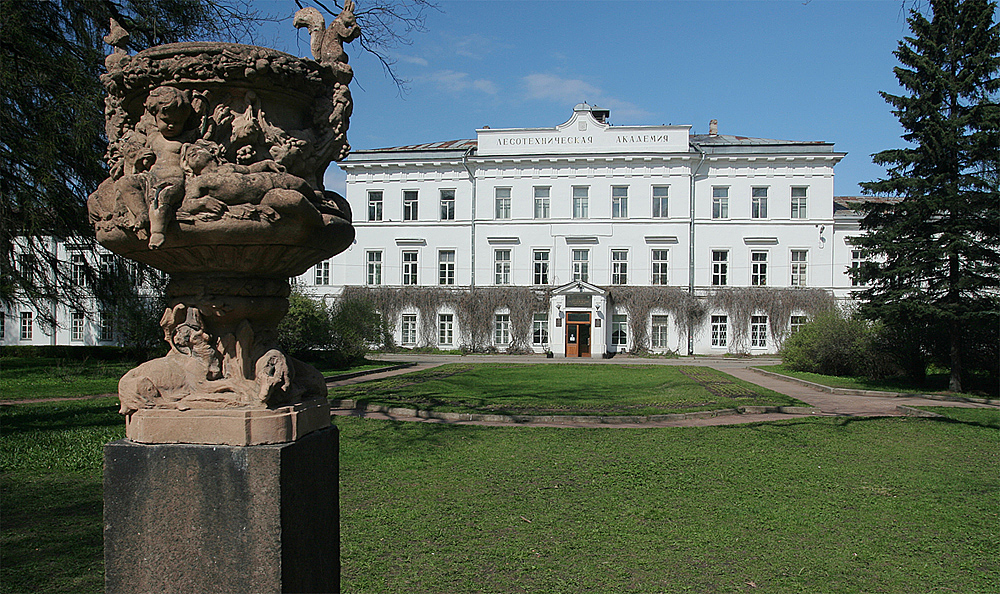
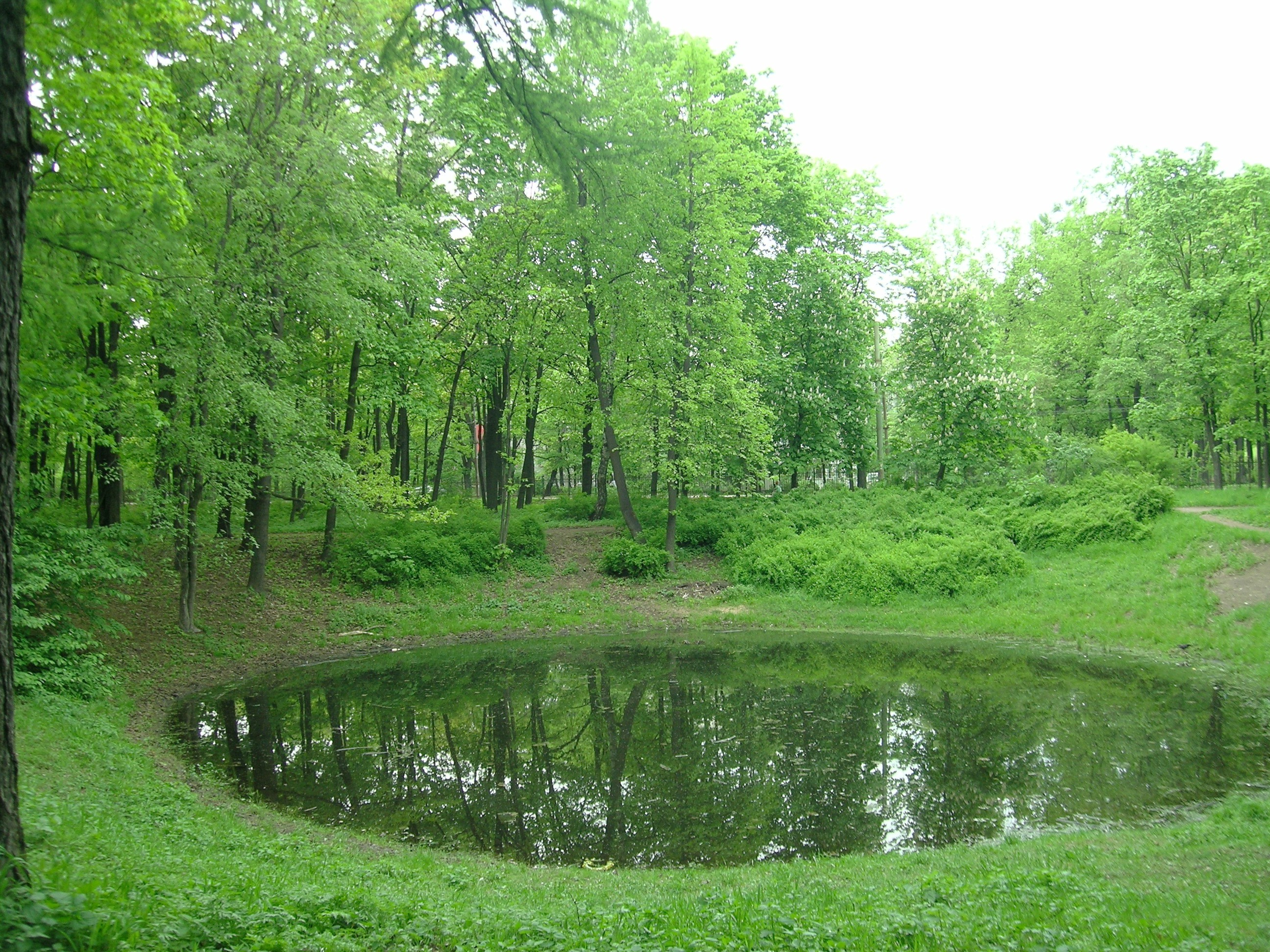
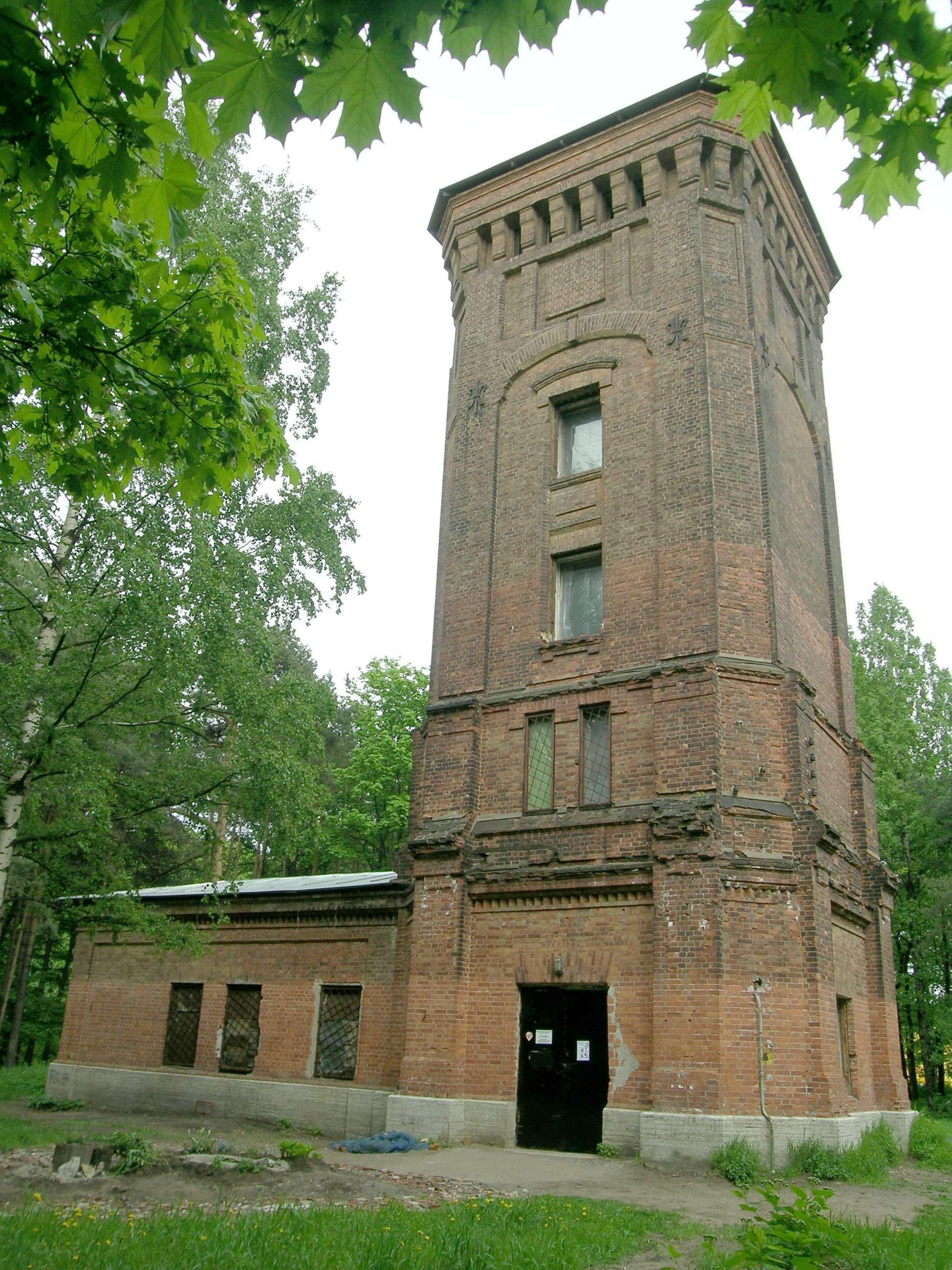
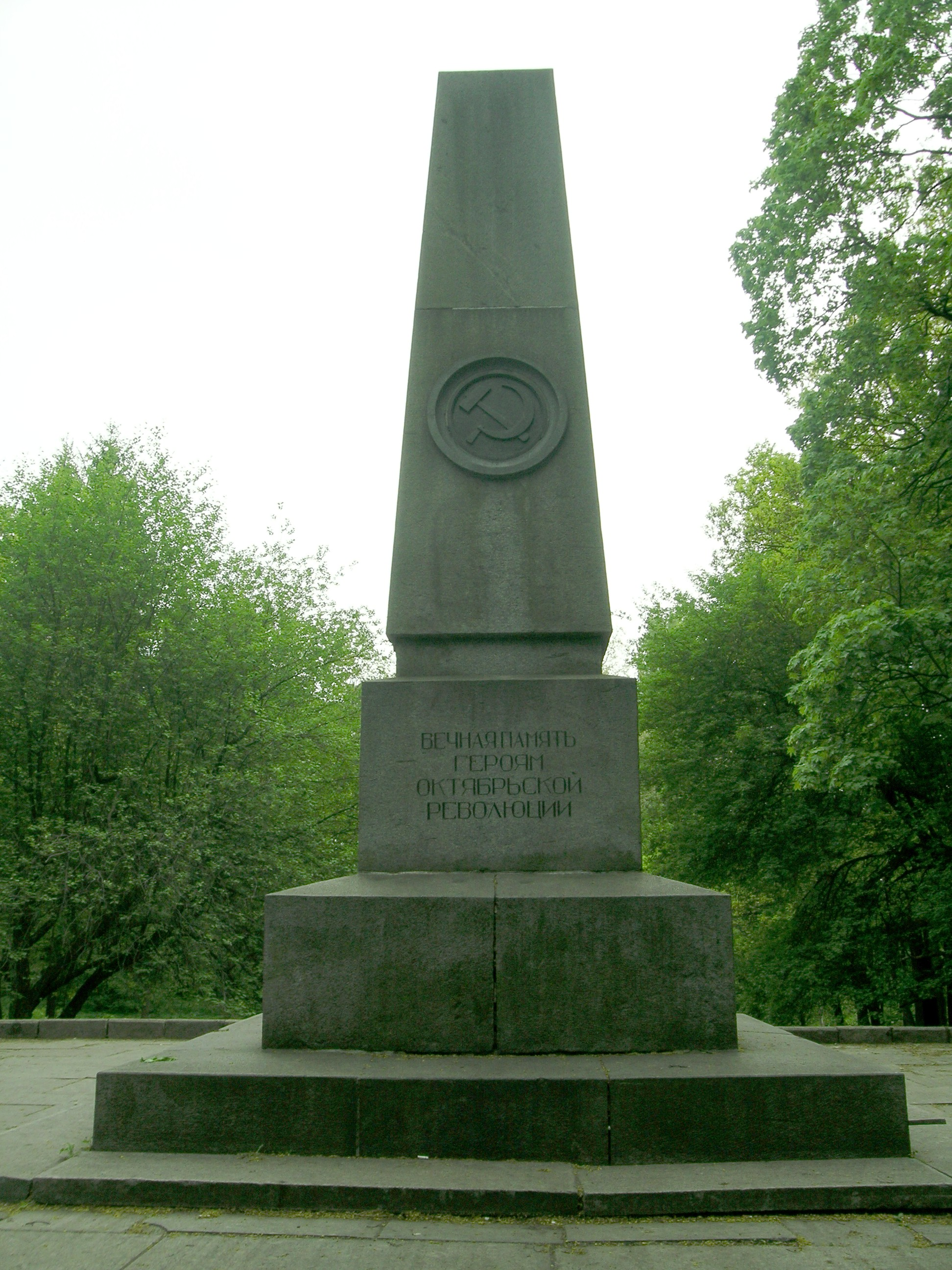
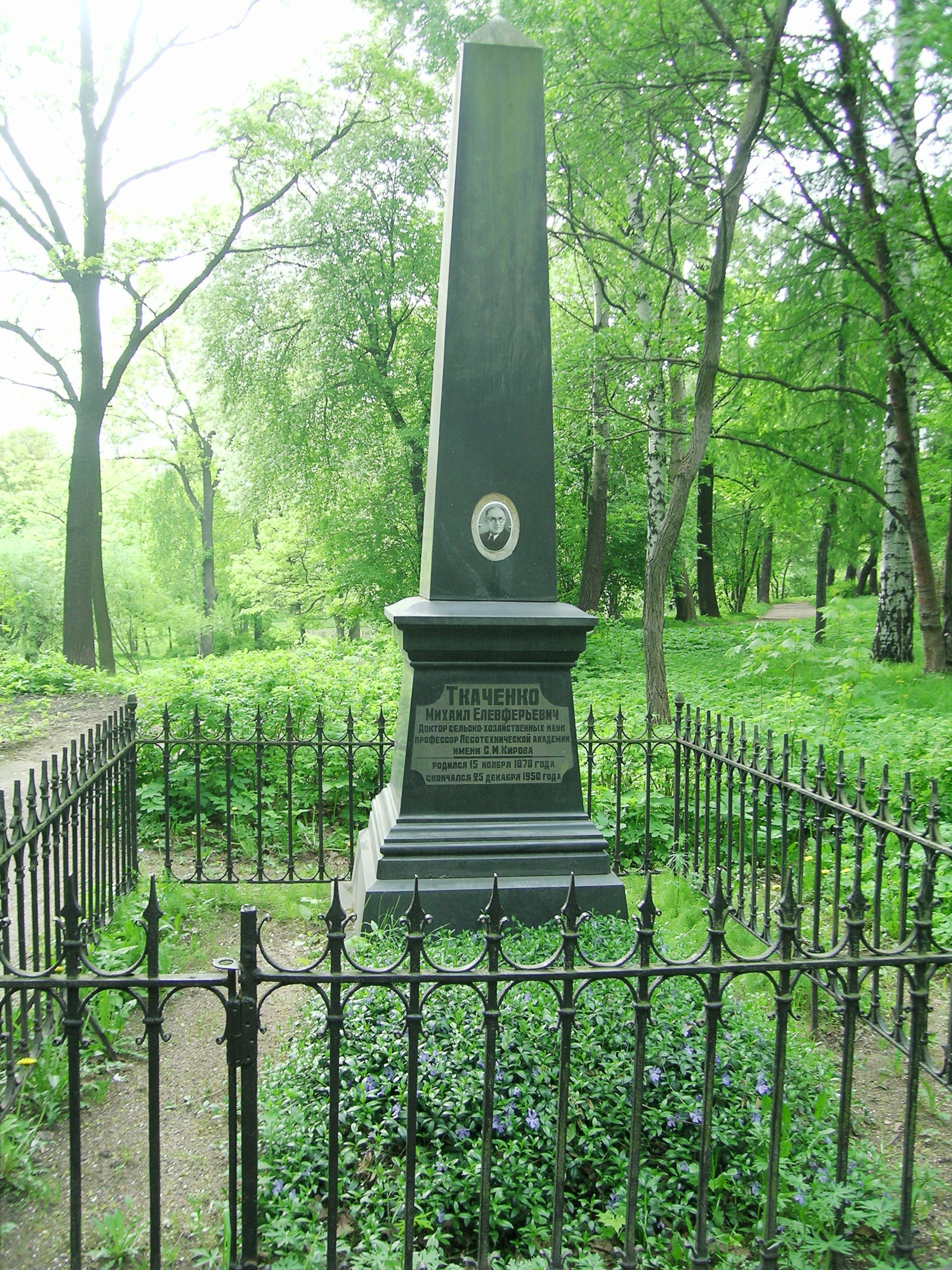
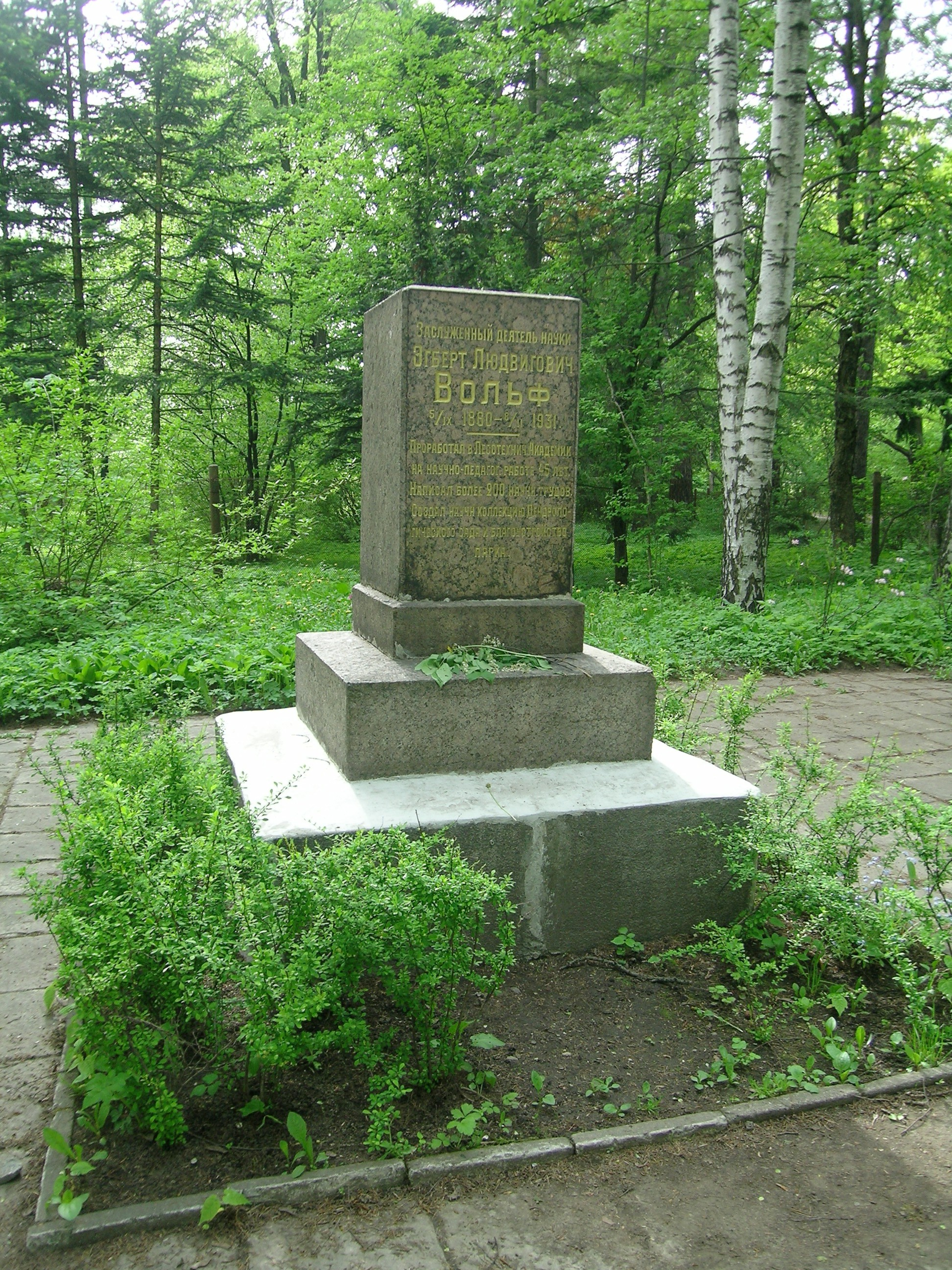
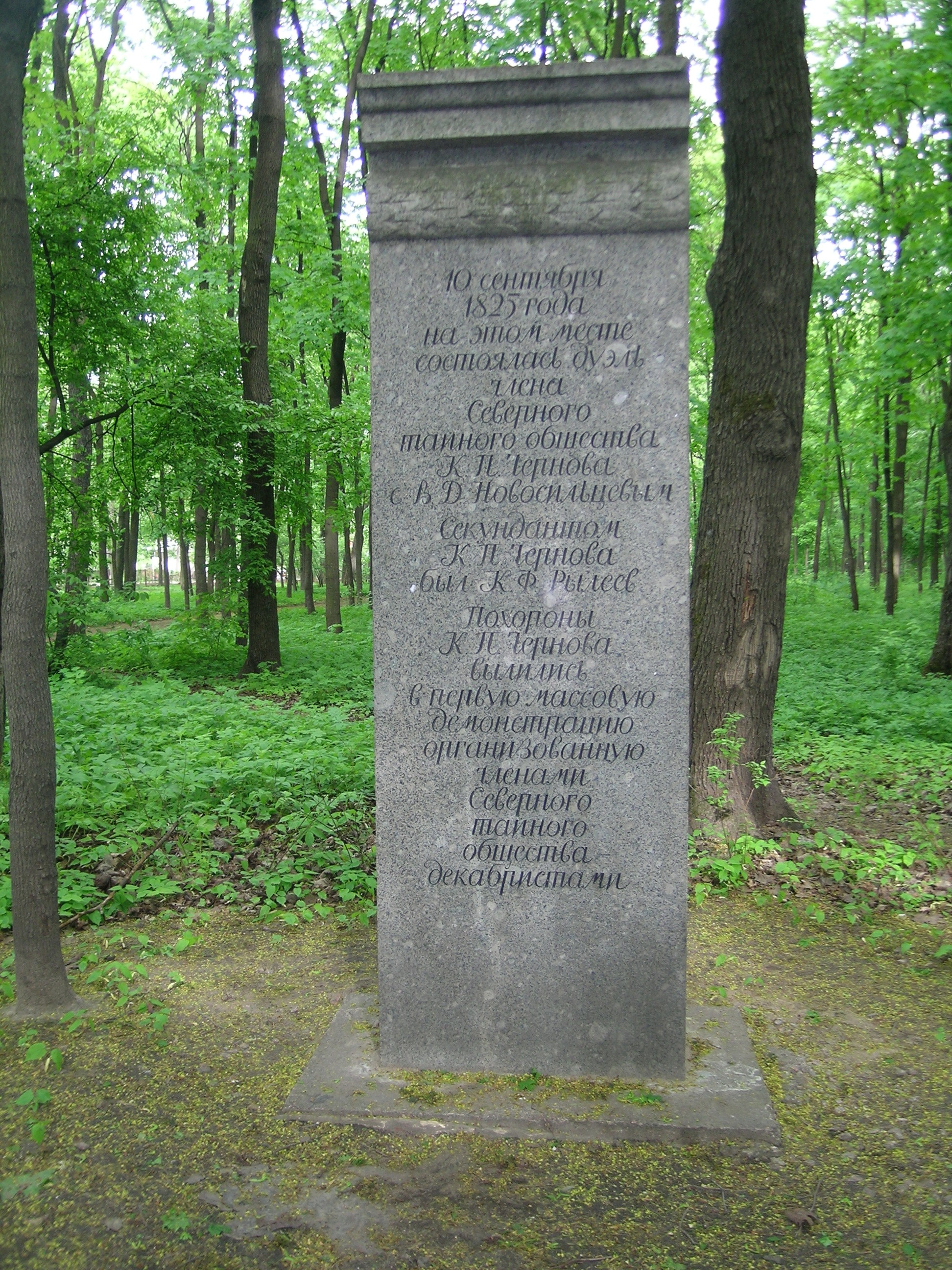
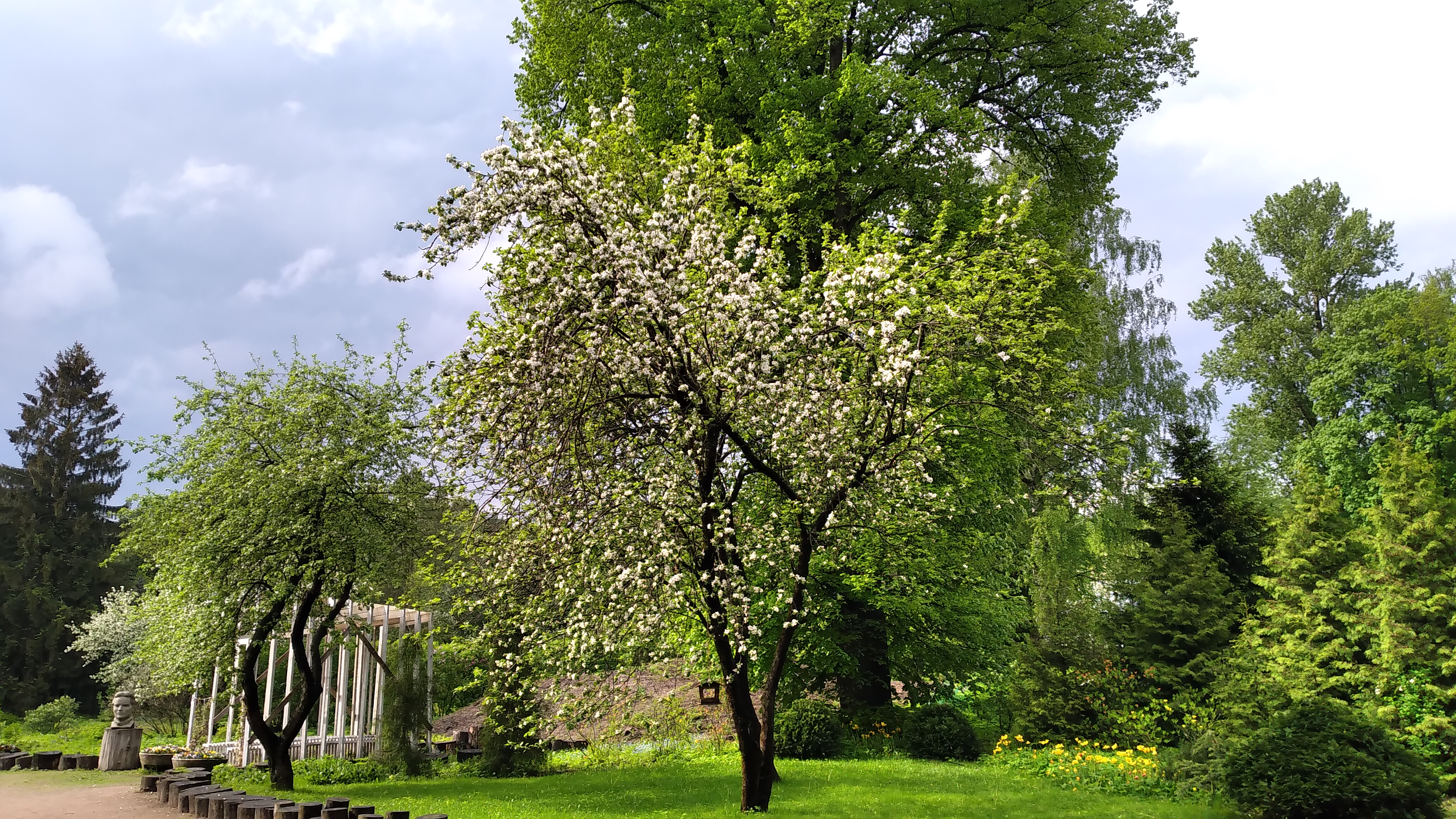

## Примечательные места
- Место дуэли Новосильцева и Чернова.
- Могилы Дмитрия Никифоровича Кайгородова, Эгберта Людвиговича Вольфа и Михаила Елевферьевича Ткаченко.
- Памятник героям Октябрьской революции — братская могила, в которой по разным данным похоронено от 14 до 25 человек. 6 ноября 1917 года здесь были похоронены рабочие-красногвардейцы, павшие в боях 26—31 октября против наступавших на Петроград войск Краснова, 30 августа 1918 года были погребены моряки экспедиционного отряда Балтийского флота, погибшие в боях с войсками стран Антанты, высадившимися в Архангельске[2]. Также имеются пять отдельных захоронений:
  - Павлин Фёдорович Виноградов (1890—1918),
  - Иван Иванович Орлов (1882—1919),
  - Константин Арсеньевич Баранов (1888—1922),
  - Никандр Иванович Кокко (1874—1933),
  - Иван Демьянович Ковалев (1879—1934).